# بيل تشارلتون
بيل تشارلتون (بالإنجليزية: Bill Charlton)‏ (4 يونيو 1912 في المملكة المتحدة - 1998) هو لاعب كرة قدم بريطاني (وحمل سابقاً جنسية المملكة المتحدة لبريطانيا العظمى وأيرلندا) في مركز الهجوم. لعب مع كوينز بارك رينجرز ونادي بارنت ونادي ساوثهامبتون ونادي فولهام وهال سيتي وCorinthian F.C. ‏ ومنتخب إنجلترا الوطني لكرة القدم للهواة ‏ وOxford University A.F.C. ‏ ونادي ويمبلدون ونادي ليتون ‏.